# Glyphopneustidae
De Glyphopneustidae zijn een familie van uitgestorven zee-egels (Echinoidea) uit de superorde Echinacea.

## Geslacht
- Glyphopneustes Pomel, 1869 †